# Cangrejillos
Cangrejillos è un comune (comisión municipal in spagnolo) dell'Argentina, appartenente alla provincia di Jujuy, nel dipartimento di Yavi. Si trova a 45 km. dalla città capoluogo di La Quiaca.
In base al censimento del 2001, nel territorio comunale dimorano 703 abitanti, di cui 169 nella cittadina capoluogo del comune.